# 水口志計夫
水口 志計夫（みずぐち しげお、1926年4月25日 - 2005年8月3日）は、日本の英文学者、翻訳家。立教大学名誉教授。

## 略歴
宮城県仙台生まれ。1950年東京大学英文科卒業、立教大学助教授、教授、1992年定年、名誉教授。『コン・ティキ号探検記』の翻訳で知られ、以後も探検ものを多く翻訳した。日本バートランド・ラッセル協会設立発起人の一人。
2005年8月3日、肺炎のため死去。

## 翻訳
- 『コンティキ号漂流記』（トール・ヘイエルダール、月曜書房） 1951年
  - 改題新版『コン・ティキ号探検記』（筑摩叢書）、（ちくま文庫）、（河出文庫）ほか
  - 他に「コン・ティキ号探検記」（トール・ハイエダール、筑摩書房、世界ノンフィクション全集01に収録） 1960年
- 『二都物語』（ディケンズ、川崎淳之助共訳、表現社） 1958年
- 『吸血鬼ドラキュラ』（ブラム・ストーカー、川崎淳之助、師岡尚共訳、表現社） 1958年
- 「ピグミーとの8年間」（アン・E・パットナム、筑摩書房、世界ノンフィクション全集20に収録） 1961年
- 『生きる葦』（パール・S・バック、学習研究社） 1965年
- 『デイジー・ミラー』（ヘンリー・ジェイムズ、学習研究社、世界青春文学名作選） 1965年
- 『ユーラシア横断紀行』（アトキンソン、白水社、西域探検紀行全集1） 1966年
- 『海底考古学の冒険』（ピーター・スロックモートン、筑摩書房） 1966年
  - 改題『水中考古学の冒険　エーゲ海にアンフォラを引上げて』（筑摩書房・筑摩叢書） 1988年
- 『カラコルムを越えて』（ヤングハズバンド、角川書店・角川文庫） 1968年
- 『コロンブスへの挑戦 新大陸発見の謎』（リチャード・ディーコン、読売新聞社） 1969年
- 『ベニョフスキー航海記』（沼田次郎共編訳、平凡社東洋文庫） 1970年、のちワイド版
- 『白ナイル物語』（ムアヘッド、学習研究社、少年少女学研文庫） 1971年
- 『首狩りと精霊の島 ロックフェラー四世失踪の謎』（ミルト・マックリン、日本リーダーズダイジェスト社） 1973年
- 『水中考古学』（ジョージ・F・バス、学生社） 1974年
- 『図説探検の世界史 5 最初の探検者たち』（フィーリクス・バーカー、集英社） 1975年
- 『ブレンダン航海記』（ティム・セヴェリン、サンリオ） 1979年9月

## 参考
- 略年表・業績 水口志計夫「英米文学」1992

## Web上の関連テキスト
- 水口志計夫「(マクマスター大学）ラッセル図書館訪問記」 『ラッセル協会会報』n.20（1972年１月）pp.11-15. ]